# Schlammwerk
Ein Schlammwerk war eine bauliche Einrichtung in Bächen und Flüssen, mit der man durch Schlämmen (Waschen) versuchte, die enthaltenen Goldkörner abzutrennen.
Zitat aus der Oeconomischen Encyclopädie Band 119 von Johann Georg Krünitz, Heinrich Gustav Flörke, Friedrich Jakob Floerke, Johann Wilhelm David Korth: In Sachsen macht man zwischen Wasch- und Schlammwerk keinen Unterschied, sondern benennt das letztere mit beyden Nahmen willkührlich.

## Schlammwerk in der Kunst
Der Land-Art-Künstler Richard Long erschafft mit seinen Händen und Füßen Schlammwerke, indem er an Wänden mit verdünntem Schlamm oder Ton, Kreise, Ringe und Linien aufträgt. In drei Kreisformen aus gewischten Handspuren umfasste die Ausstellung im Jahre 1966 from one to another im Contemporary Arts Museum Houston, Houston, Texas. Eine weitere Ausstellung, mit Abdrücken seiner rechten Hand wurde mit dem Titel Slow hand mud Spiral in der Anthony D´Offay Gallery 1988 gezeigt.